# Palmowiec
Palmowiec (Dulus dominicus) – gatunek małego ptaka, będący jedynym przedstawicielem rodziny palmowców (Dulidae) w rzędzie wróblowych (Passeriformes). Przez niektórych autorów bywa włączany do rodziny jemiołuszek (Bombycillidae). Występuje endemicznie na wyspie Haiti i pobliskich małych wysepkach. Nie wyróżnia się podgatunków.
Długość 18–20 cm, masa ciała 41–52 g. Obie płcie są do siebie podobne.
Palmowce budują duże wspólne gniazda, przeważnie na palmach. Odżywiają się kwiatami, jagodami i innymi owocami. Występują na nizinach, w górach, do obszaru, gdzie rosną jeszcze palmy. Łatwo przystosowują się do życia w ogródkach i parkach miejskich. 
Palmowiec jest narodowym ptakiem Dominikany.
Międzynarodowa Unia Ochrony Przyrody (IUCN) uznaje palmowca za gatunek najmniejszej troski (LC – Least Concern) nieprzerwanie od 2004 roku. Wcześniej był zaliczany do kategorii LR/LC (Lower Risk/Least Concern). Liczebność populacji nie została oszacowana, ale ptak ten opisywany jest jako pospolity. Ze względu na brak dowodów na spadki liczebności bądź istotne zagrożenia dla gatunku BirdLife International uznaje trend liczebności populacji za stabilny.